# Ямал
Вижте пояснителната страница за други значения на Ямал.
Ямал (на руски: Ямал) е полуостров, разположен в Северозападен Сибир, на територията на Ямало-Ненецки автономен окръг, Тюменска област, Русия. На местния ненецки език „ямал“ означава „краят на земята“.

## География
На дължина полуостровът достига 700 km, а на ширина – 240 km. Разположен е между Обския залив и Байдарацкия залив. Земният слой е съставен от вечна замръзналост. Релефът на полуострова е много равнинен, като височината му не надвишава 90 m, а средната му надморска височина е около 50 метра. На територията му има много езера. На север се намира арктическата тундра, а на юг отчасти лесотундра. Полуостровът е слабо населен.
Суровият климат, вечната замръзналост и силната заблатеност са сред факторите, обясняващи слабото усвояване на Ямал. Жителите се занимават с еленовъдство и риболов. На полуострова се намират големи находища на природен газ и по-малки на нефт, като е изчислено че в Ямал се намира най-голямото газово находище на Русия.
През територията на Ямал преминава построената през 2011 г. от „Газпром“ железопътна линия Обская – Бованенково – Карская, която е най-северната действаща железопътна линия на Земята. По бреговете на полуострова има 3 пристанища.
Добре запазените останки на Люба, 37 000-годишно мамутче, са намерени от еленовъд на полуострова през лятото на 2007 г. Животното е било женско и на възраст от един месец, когато е умряло.

### Климат
На Ямал преобладава полярният климат, като най-южните части са със субполярен характер. Средните януарски температури са от −23° до −27 °C, а юлските са от 3° до 9 °C. През зимата температурите могат да паднат до -56 °C, а през лятото – да се покачат до над 30 °C. Средното количество годишни валежи е около 400 mm, като по-голямата част от валежи падат през пролетните и летните месеци.